# Дзвонек
Дзвонек (пољ. Dzwonek) је село у Пољској које се налази у војводству Мазовском у повјату Остролецком у општини Червињ.
Налази се на реци Ож.
Број становника је око 320.
Кроз ово село пролази пут 627.
Од 1975. до 1998. године ово насеље се налазило у Остролецком војводству.